# Unterseeboot 643
L'Unterseeboot 643 ou U-643 est un sous-marin allemand (U-Boot) de type VIIC utilisé par la Kriegsmarine pendant la Seconde Guerre mondiale.
Le sous-marin est commandé le 20 janvier 1941 à Hambourg (Blohm & Voss), sa quille posée le 1er décembre 1941, il est lancé le 20 août 1942 et mis en service le 8 octobre 1942, sous le commandement de l'Oberleutnant zur See Hans-Harald Speidel.
L'U-643 n'endommage ni ne coule aucun navire au cours de l'unique patrouille (trente-deux jours de mer) qu'il effectue.
Il coule d'un bombardement de l'aviation britannique dans l'Atlantique Nord, en octobre 1943.

## Conception
Unterseeboot type VII, l'U-643 avait un déplacement de 769 tonnes en surface et 871 tonnes en plongée. Il avait une longueur totale de 67,10 m, un maître-bau de 6,20 m, une hauteur de 9,60 m et un tirant d'eau de 4,74 m. Le sous-marin était propulsé par deux hélices de 1,23 m, deux moteurs diesel Germaniawerft M6V 40/46 de 6 cylindres en ligne de 1 400 cv à 470 tr/min, produisant un total de 2 060 à 2 350 kW en surface et de deux moteurs électriques BBC GG UB 720/8 de 375 cv à 295 tr/min, produisant un total 550 kW, en plongée. Le sous-marin avait une vitesse en surface de 17,7 nœuds (32,8 km/h) et une vitesse de 7,6 nœuds (14,1 km/h) en plongée. Immergé, il avait un rayon d'action de 80 milles marins (150 km) à 4 nœuds (7,4 km/h; 4,6 milles par heure) et pouvait atteindre une profondeur de 230 m. En surface son rayon d'action était de 8 500 milles nautiques (soit 15 700 km) à 10 nœuds (19 km/h). 
L'U-643 était équipé de cinq tubes lance-torpilles de 53,3 cm (quatre montés à l'avant et un à l'arrière) qui contenait quatorze torpilles. Il était équipé d'un canon de 8,8 cm SK C/35 (220 coups) et d'un canon antiaérien de 20 mm Flak. Il pouvait transporter 26 mines TMA ou 39 mines TMB. Son équipage comprenait 4 officiers et 40 à 56 sous-mariniers.

## Historique
En entraînement à la 5. Unterseebootsflottille jusqu'au 30 juin 1943 il rejoint son unité de combat dans la 1. Unterseebootsflottille.
Sa première patrouille est précédée de courts trajets à Haugesund et à Bergen. Elle s'engage le 14 septembre 1943 au départ de Bergen, dans l'Atlantique Nord (zone GIUK).
Une année après sa mise en service, le 8 octobre 1943, alors qu'il agit contre le convoi SC-143, l'U-643 est détecté par un Liberator du No. 86 Squadron RAF (en). L'avion mitraille l'U-Boot, s'en retournant à sa base à court de carburant. Un autre Liberator britannique du même escadron poursuit l'U-643 qui tente de s'échapper en immersion. Quatre charges de profondeur lui sont lancées ; une nappe de pétrole apparaît en surface, semblant provenir du sous-marin. Les deux avions reviennent pour constater l'évacuation du sous-marin par son équipage. À l'arrivée du destroyer HMS Orwell (G98) (en), l'U-643 a disparu dans les flots à la position 56° 14′ N, 26° 55′ O.
Trente des quarante-huit membres d'équipage meurent dans ce bombardement.

## Affectations
- 5. Unterseebootsflottille du 8 octobre 1942 au 30 juin 1943 (Période de formation).
- 1. Unterseebootsflottille du 1er juillet 1943 au 8 octobre 1943 (Unité combattante).

## Commandement
- Kapitänleutnant Hans-Harald Speidel du 8 octobre 1942 au 8 octobre 1943.

## Patrouilles
|       | Commandant                 | Départ            | Départ    | Arrivée            | Arrivée   | Jours    | Succès |
| ----- | -------------------------- | ----------------- | --------- | ------------------ | --------- | -------- | ------ |
|       | Kptlt. Hans-Harald Speidel | 26 août 1943      | Kiel      | 28 août 1943       | Haugesund | 3 jours  |        |
|       | Kptlt. Hans-Harald Speidel | 29 août 1943      | Haugesund | 1er septembre 1943 | Bergen    | 4 jours  |        |
| 1     | Kptlt. Hans-Harald Speidel | 14 septembre 1943 | Bergen    | 8 octobre 1943     | Coulé     | 25 jours |        |
| Total | Total                      | Total             | Total     | Total              | Total     | 32 jours | 0 t    |

Notes : Kptlt. = Kapitänleutnant